# Травна клупа
Травна клупа (turf seat) је елеменат средњовековног врта који је са страна имао прошће између кога је насипана земља и сејана трава. Морале су често да се обнављају, јер су брзо пропадале због масе оних који су седели на њима. У енглеској алегоријској поеми Цвет и лист (The floure and the leafe) из 1470. године, непознатог аутора описане су клупе које су недавно затрављене густом, кратком, свеже покошеном травом као зелени сомот.
| „ | That benched was, and with turfes new Freshly turved, whereof the greene gras, So small, so thicke, so short, so fresh of hew, That most like unto green welwet it was. | ” |

Пријатан осећај контакта са природом седењем на травној клупи допринео је да су се понегде задржале знатно после средњег века као што се може видети на Рјепиновом платну из 1876. године.